# Гексахлороплатинат(IV) железа
Гексахлороплатинат(IV) железа — неорганическое соединение, 
комплексный хлорид железа и платины
с формулой Fe[PtCl6],
кристаллы,
растворяется в воде,
образует кристаллогидраты — жёлтые кристаллы.

## Физические свойства
Гексахлороплатинат(IV) железа образует кристаллы.
Растворяется в воде.
Образует кристаллогидрат состава Fe[PtCl6]•6H2O — жёлтые расплывающиеся  кристаллы.